# Psychotria vinkii
Psychotria vinkii är en måreväxtart som beskrevs av Seymour Hans Sohmer. Psychotria vinkii ingår i släktet Psychotria och familjen måreväxter. Inga underarter finns listade i Catalogue of Life.